# コスタリカ

コスタリカ共和国
República de Costa Rica

国の標語：なし
国歌：Noble patria tu hermosa bandera（スペイン語）
高貴な故国、美しき旗

コスタリカ共和国（コスタリカきょうわこく、スペイン語: República de Costa Rica）、通称コスタリカは、中央アメリカ南部に位置する共和制国家。北にニカラグア、南東にパナマと国境を接しており、南は太平洋、北はカリブ海に面している。首都はサンホセである。国土面積は51,060 km2で、人口は約500万人である。首都であり最大都市であるサンホセには推定333,980人が住んでおり、周辺の都市圏には約200万人が住んでいる。

## 概要
中央アメリカにおいては数少ない、長年にわたり安定した民主主義政治を維持している国で、高い教育を受けた労働者が多いことでも知られている。教育予算が国家予算に占める割合は、世界平均が4.4％であるのに対し、同国はおよそ6.9％（2016年）である。かつては農業に大きく依存していたが、現在は金融、外資系企業向けサービス、製薬、エコツーリズムなど多角的な経済活動を行っている。コスタリカの自由貿易地域（FTZ）には、多くの外資系製造業やサービス業が進出しており、投資や税制上の優遇措置の恩恵を受けている。
コスタリカは16世紀にスペインの支配下に入るまで、先住民が住んでいた。その後、第一次メキシコ帝国の一部として独立し、中央アメリカ連邦共和国の一員となり1847年に正式に独立を宣言するまで帝国の周辺植民地として存続した。1948年の短期間のコスタリカ内戦の後、1949年に恒久的な機関としての陸軍を廃止し、常備軍を持たない数少ない主権国家の1つとなった。
人間開発指数（HDI）では常に良好な成績を収めており、2020年時点で世界第62位、ラテンアメリカ第5位。国連開発計画（UNDP）からも、同じ所得水準の他国よりもはるかに高い人間開発を達成しており、人間開発および不平等については地域の中央値よりも良い記録を持っていると引用されている。また民主主義の状態、報道の自由、主観的幸福度の比較でも良い成績を示している。報道自由度ランキングでは7位、世界の自由度指数では37位、世界幸福度報告では12位の幸福な国である。一方、中南米の多くの国と同様にカトリックの影響が強く、人工妊娠中絶は母親の健康や命を守る以外の場合に認められない国である。

## 国名
正式名称は、República de Costa Rica。通称、Costa Rica。公式の英語表記は、Republic of Costa Rica。通称、Costa Rica。
日本語の表記は、コスタリカ共和国。通称コスタリカ。国名のCosta Ricaが一綴りの単語ではないため、コスタ・リカや、コスタ・リーカと表記されることもある。
コスタリカとはスペイン語で「豊かな（Rica）海岸（Costa）」の意味であり、クリストファー・コロンブスがこの地に上陸した時に、遭遇したインディヘナが金細工の装飾品を身につけていたことからこの名前がついた。

## 歴史

### 先コロンブス期
紀元前900年から紀元前300年ごろの遺跡が確認されている。メソ・アメリカの一部であり、チブチャ系民族やナウアトル文化の交錯する地帯であった。13世紀までには神官を中心とする階級制社会が築かれていた。その後アステカ帝国に服属し、緩やかな支配を受ける形で中央アメリカと南アメリカの交易の仲介地点となった。また、カリブ人も定住していた。16世紀初めごろには約40万人の先住民が居住していたと推測されている。

### スペイン植民地時代

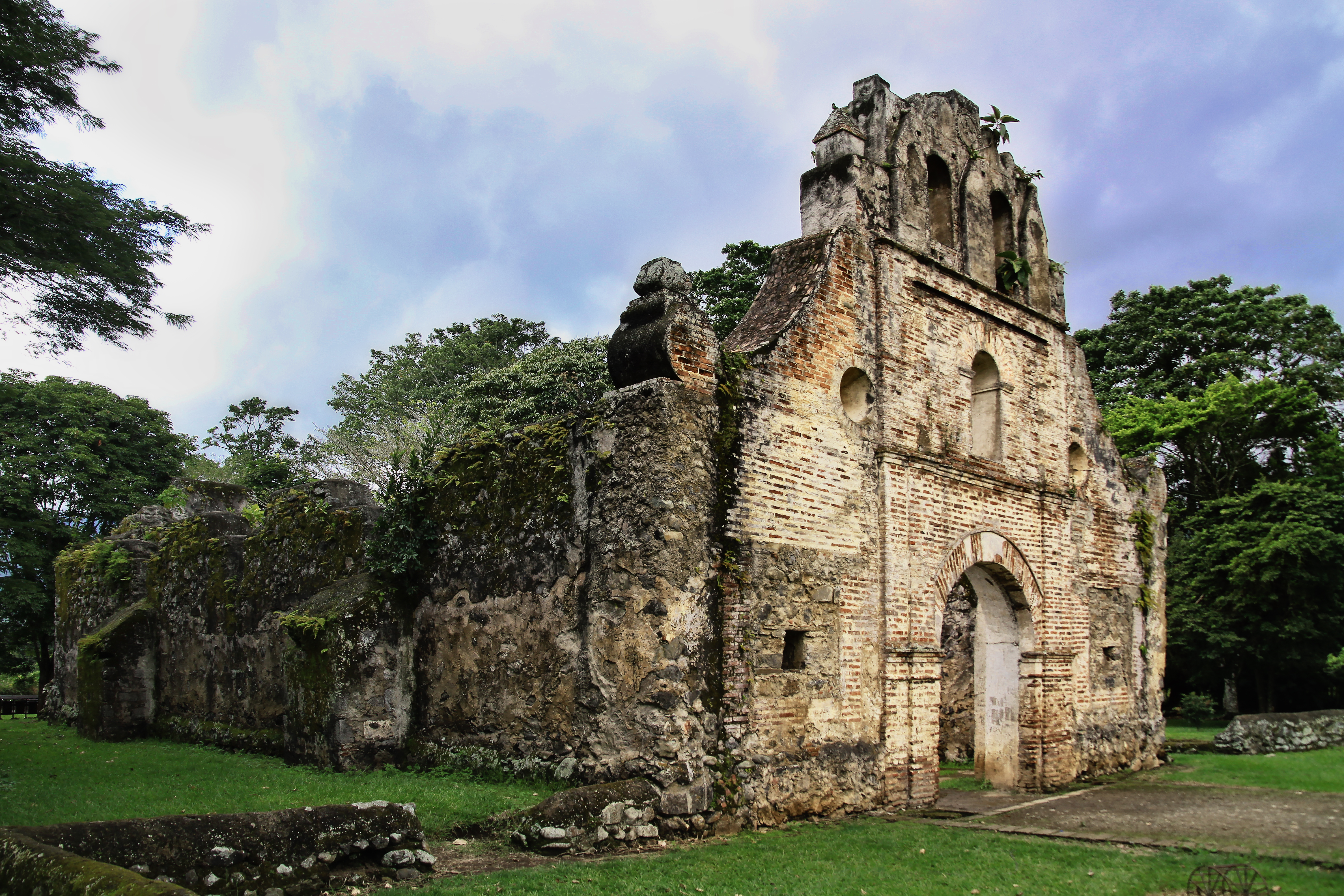
17世紀末の教会跡（カルタゴ）

1502年9月18日、クリストファー・コロンブスがリモン湾付近に上陸し、ヨーロッパ人としてはじめてこの地に渡来した。1524年、征服者フランシスコ・エルナンデス・デ・コルドバにより、内陸部もスペインの支配下に入った。1538年にパナマ市のアウディエンシアの管轄下に置かれ、1542年にヌエバ・エスパーニャ副王領の下位行政組織だった、グアテマラ総督領の辺境の地として編入された。1564年に中央盆地にカルタゴが建設され、以降、独立までコスタリカの政治と経済の中心となった。
征服の過程での疫病などにより、先住民人口は17世紀初頭には約1万人になり、労働力や金銀などの鉱物資源が足りなかったためにスペイン人入植者の数は少なく、コスタリカはスペイン植民地の最辺境の地として孤立した。カカオ・プランテーションが築かれ、時折、海賊の襲撃があったものの、植民地時代に大きな変化はないまま時を過ごすことになる。また、時期は定かではないが、中央アメリカで最も早く19世紀初頭までには確実にコーヒーが持ち込まれていた。

### 独立

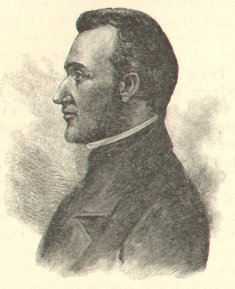
中米連邦の擁護者 フランシスコ・モラサン。1842年にコスタリカ大統領になり、中米連邦再興のための遠征の準備をしていたところを同年暗殺された。

1789年にフランス革命が起こり、ヨーロッパの政情が不安定になるとその影響はインディアス植民地にも及んだ。1808年にナポレオンのフランス軍がスペイン本国に進駐、国王フェルナンド7世を退位させ、フランス皇帝ナポレオン・ボナパルトの兄ジョゼフ・ボナパルトがスペイン王ホセ1世に即位すると、スペインでは反フランス暴動がやがてスペイン独立戦争へと発展し、インディアス植民地は偽王への忠誠を拒否した。
その後、各地のクリオーリョ達がラテンアメリカ解放のために立ち上がり、メキシコでミゲル・イダルゴとホセ・マリア・モレーロスらによって、南米大陸でシモン・ボリーバルとホセ・デ・サン・マルティンらによって解放戦争が続けられ、多くの共和国が独立を果たすと、中米でも1821年9月15日にグアテマラ総監領は中央アメリカ連合州として独立した。この国家は1821年9月16日に独立したアグスティン・デ・イトゥルビデ皇帝の第一次メキシコ帝国により、1822年に他の中米諸国と共に併合された。

### 中央アメリカ連邦共和国（1823年-1839年）
しかし、1823年のメキシコ帝国の崩壊に伴ってチアパス州を除く旧グアテマラ総監領の五州は再び中央アメリカ連邦として独立した。コスタリカ州代表だったフアン・モラ・フェルナンデスは連邦への積極的な加盟を勧めたが、この過程の中で、それまでコスタリカの中心だったカルタゴが内戦の末にサン・ホセ軍に敗れたため、以降サン・ホセがコスタリカの中心となった。連邦においてはエル・サルバドル出身のマヌエル・ホセ・アルセが中米連邦初代大統領となるが、自由主義者のフランシスコ・モラサンをはじめとするエル・サルバドル派と、保守主義者のラファエル・カレーラをはじめとするグアテマラ派の内戦の末に、1838年に諸州が独立を宣言して中米連邦は崩壊した。

### 再独立と国民戦争

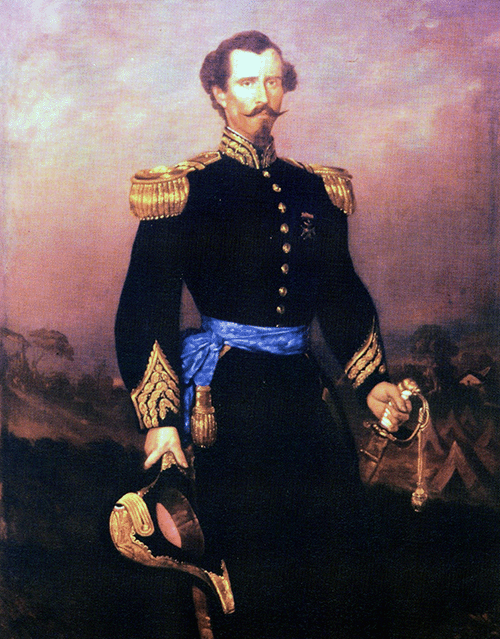
リバスの戦いで活躍したマクシモ・ブランコ将軍

1839年にこの地もコスタリカ共和国として再独立を果たした。その後1842年にホンジュラス出身の元中米連邦大統領、フランシスコ・モラサンが大統領となり中米連邦再興のためにニカラグア侵攻を企てたが、同年にモラサンは暗殺された。
1856年、隣国ニカラグアで アメリカ合衆国南部人の傭兵（）隊長、ウィリアム・ウォーカーが大統領となった。中米四国はウォーカー排除を決意し、このウォーカーの率いるニカラグア軍との国民戦争において、コスタリカ軍は、反ウォーカー派だったイギリス、アメリカのヴァンダービルト財閥などの支援を得て中米連合軍の中で主要な役割を果たした。同年4月にはリバスの戦いでウォーカー軍を打ち破った。なお、この戦争で壮絶な戦死を遂げたムラートの鼓兵、フアン・サンタマリーアは現在も国民的英雄となっている。
国民戦争後、1870年に自由主義者のトマス・グアルディア将軍がクーデターで政権を握った。グアルディアの主導により、一院制議会と強い大統領権が認められた1871年憲法が制定された。以降1948年までのコスタリカは基本的にこの路線に沿って発展することになり、ラテンアメリカ全体でも特異なコスタリカの民主的な社会が成立する素地となった。
1882年にグアルディアが死去してからは、自由主義派の流れを継いでベルナルド・ソトの支配が続いたが、1889年にカトリック教会と結んだ保守派のホセ・ロドリゲスに選挙とデモによってソトが敗れ、自由主義政権が終焉（）を迎えた。

### アメリカ合衆国の進出
1870年代から始まった自由主義の時代にそれまでと同様に主産業だったコーヒー・プランテーションが拡大され、コーヒーを基盤に経済が発展し、1890年には輸出の80%がコーヒーとなっていた。ただし、コスタリカの土地所有形態は植民地時代からの中小独立自営農民による中規模土地所有が主体であったため、他の中米諸国やブラジルのような大プランテーションは発達しなかった。また、コスタリカは中米で最も早くコーヒー栽培が開始されたため、コスタリカを通してグアテマラ、エルサルバドルにコーヒーの生産技術が伝播することとなった。この時期にブエノスアイレスやカラカスをはじめとする他のラテンアメリカの多くの国の首都がそうなったように、エリートによって首都サン・ホセはパリ風に改造され、カリブ・ヴィクトリア朝を真似た邸宅が建ち並んだ。
また、内陸部からのコーヒー輸送のためにアメリカ人のマイナー・C・キースによって鉄道が建設され、積出し港としてカリブ海側のリモンが発展した。鉄道建設の負債を補うために1871年にパナマ地峡からバナナが導入され、キースはその後、熱帯雨林を切り開いた跡地でのバナナのプランテーション栽培に力を入れた。バナナはそれまでの主産業だったコーヒーを抜いて、1905年頃には輸出の60%を占めるに至り、1899年にキースにより設立されたユナイテッド・フルーツ社は中央アメリカの事実上の支配者となった。
20世紀に入ってもコスタリカはバナナとコーヒーのモノカルチャー経済の下で発展が続いたが、第一次世界大戦による輸出収入減により、1916年に所得税が導入されると、1917年にフェデリコ・ティノコ・グラナードス将軍がクーデターを起こすが、アメリカの圧力により1919年に独裁制は崩壊した。
1921年にはアメリカの支持の下、隣国パナマとコト戦争を起こし、パナマから領土を得た。
1929年の世界恐慌はコスタリカのモノカルチャー経済に大打撃を与え、コーヒー価格の低落のために社会が不安定化した。1936年の大統領選挙では国民共和党（PRN）からファシズムに傾倒したレオン・コルテスが大統領になった。
なお、1935年に堀義貴初代駐コスタリカ日本公使が着任し、日本との間で正式に外交関係が成立した。
1940年に行われた大統領選挙では社会民主主義のカルデロン・グアルディア政権が誕生し、グアルディア政権は内政では労働法の制定（1940年）や、社会保障の制度化、コスタリカ国立大学の創設など労働者や中間層よりの政策を進める一方で、外交では1941年の真珠湾攻撃により、太平洋戦争が勃発すると、合衆国に先駆けて枢軸国に宣戦布告し、敵性国民となったドイツ系地主の資産が接収された。
1944年の大統領選挙ではテオドロ・ピカード・ムチャイスキが大統領に就任した。
1948年の大統領選挙は与党のカルデロンと野党のオティリオ・ウラテの一騎討ちとなり、開票の結果ウラテの勝利が確定したが、与党はこの選挙結果を無効とした。こうした中で、グアテマラ大統領フアン・ホセ・アレバロの支援を受けた野党のホセ・フィゲーレス・フェレールによる反乱への準備が進んでいった。

### 1948年内戦と常備軍の廃止以降

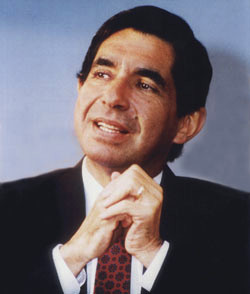
中米紛争解決に尽力したオスカル・アリアス・サンチェス大統領

1948年の大統領選挙の結果が不正であることが明らかになると、野党のホセ・フィゲーレス・フェレールが反乱を起こし、コスタリカ内戦が勃発した。6週間の内戦の後にフィゲーレスは政府軍を破って勝利した。
翌年、1949年憲法が施行されるとカルデロン前大統領派が多数を占めていた常備軍は廃止され（第12条　常設的機関としての軍隊は禁止する。）、それまで軍の担っていた役割は警察に移管された。フィゲーレスは民兵や予備役兵を組織し、反攻を防いだ。また、女性や黒人の政治参加も認められた。この常備軍廃止により、コスタリカは以降他のラテンアメリカ諸国で繰り広げられたような軍事クーデターは起こらなくなった。1953年の大統領選挙ではフィゲーレスの国民解放党（PLN）が勝利し、フィゲーレス政権は「兵士の数だけ教師を」を合言葉に、軍事予算を教育予算に回し教育国家に転換した。
1955年1月、元コスタリカ大統領だったテオドロ・ピカード・ムチャイスキの息子、ピカード2世が再びソモサに支援された傭兵軍（その中には軍服を脱いだニカラグア国家警備隊の隊員もいた）と共にニカラグアからコスタリカに侵攻してきた。陸空およそ1,000人程のピカード2世軍はいくつかの都市を攻略したものの、コスタリカ武装警察の反撃と、OASの仲介により同年2月に停戦し、侵攻軍は武装解除した。
このようにして国難を乗り越えると、1949年憲法による政治の安定が国家の成長を助け、コスタリカ経済はこの時期に伝統的なバナナ、コーヒーの輸出に加えて、外資による工業化をも達成することになった。1960年に中米共同市場が発足すると、コスタリカは中米四国に遅れて1962年にこれに加盟した。1965年4月にドミニカ共和国で内戦が起き、リンドン・ジョンソン大統領が反共を掲げてアメリカ海兵隊を主体とした軍をドミニカに派遣すると、コスタリカもブラジル軍を主体としたドミニカ占領軍に警備隊を派遣した。
国家としては反共でありながらもこのような事情からニカラグアのソモサ王朝を嫌っていたコスタリカ人は、1978年にサンディニスタ民族解放戦線（FSLN）が全面蜂起するとこれを全面的に支援し、ニカラグア革命を支えた。その後サンディニスタ内での路線対立によりFSLNの司令官だったエデン・パストラが亡命すると、パストラを司令官にしてコントラの一派民主革命同盟（ARDE）が組織され、コスタリカはアメリカによる対ニカラグア作戦の基地となり、中立原則も一時揺らいだ。1983年にはルイス・アルベルト・モンへ大統領が「コスタリカの永世的、積極的、非武装的中立に関する大統領宣言」を行っている。
ところが、1986年にモンヘ大統領を破り就任したアリアス大統領はアメリカの対ニカラグア強硬政策に追随することを良しとせず、アリアス大統領によって国内のARDEの基地は撤去され、さらに中米紛争そのものの解決のためにも尽力した。この中米和平実現のための努力に対して、アリアスには1987年ノーベル平和賞が与えられた。
1990年の大統領選挙によって、中道右派のキリスト教社会連合党（PUSC）からラファエル・アンヘル・カルデロン・フルニエルが大統領に就任した。
1994年の大統領選挙によって、中道左派の野党国民解放党（PLN）からホセ・フィゲーレス・フェレールの息子ホセ・マリア・フィゲーレスが大統領に就任した。
1998年2月の大統領選挙によって、PUSCのミゲル・アンヘル・ロドリゲスが大統領に就任したが、ロドリゲス大統領はメキシコの実業家カルロス・ハンク・ゴンサレスからの不正献金を受け取っていたことが1999年にスキャンダルとなった。2001年の9.11テロ後は、アメリカのアフガニスタン攻撃を支持した。
2002年の大統領選挙によって、PUSCからアペル・パチェーコが大統領に就任した。パチェーコ大統領は、アフガニスタン攻撃に続いて2003年3月のイラク戦争開始に当たってアメリカのブッシュ政権を支持する声明に署名した。これは常備軍を廃止した同国の平和憲法の精神や国際法に違反していると、当時コスタリカ大学の学生が最高裁憲法法廷に提訴した。翌2004年12月に最高裁が大統領の声明を無効とし、支援国のリストから外れるように命じた。しかし政府は支援を停止することはしなかった。また、同年カルデロンとロドリゲスの二人の元大統領が汚職によって逮捕された。
2006年からは再任した（連続再任ではない）アリアス大統領が大統領職を務めた。
2010年2月7日、大統領選挙が行われ国民解放党(PLN)のラウラ・チンチージャ前副大統領が大差で当選しコスタリカで初の女性大統領となった。なお2位は市民行動党(PAC)のソリス候補、3位は自由主義運動(ML)のゲバラ候補と続いている。

## 政治

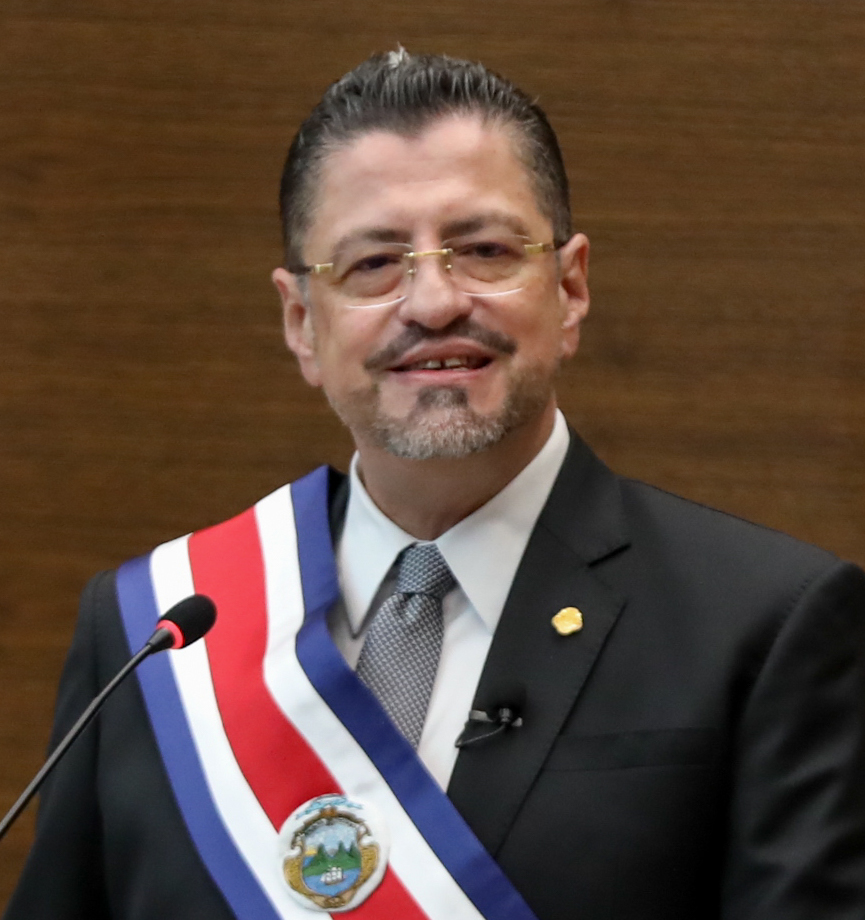
2022年に就任したロドリゴ・チャベス・ロブレス大統領

コスタリカは大統領を元首とする共和制国家であり、行政権は大統領に属している。大統領は任期4年で、連続の再選は禁止されている（8年以上の期間が開いていれば可能）。立法権は一院制の立法議会に属し、議員定数は57人、任期は4年である。国会議員も連続再選禁止である。投票権が与えられるのは18歳からである。大統領選挙においては得票率が40%以下の場合は決選投票が行われる。司法権は最高裁判所に属している。現行憲法は1949年憲法である。
主要政党には国民解放党（PLN）、社会民主進歩党（PPSD）、キリスト教社会連合党（PUSC）、新共和党（PNR）などがある。

## 軍事
コスタリカは19世紀以来大規模な軍縮を行っており、中米最大といわれたコスタリカ軍は内戦時にはわずか1個大隊にまで減少していた。1947年の内戦に勝利したホセ・フィゲーレス・フェレール大統領は、1948年、憲法により常設軍を廃止している。これはカルデロン前大統領の勢力復活を抑える効果があり、また政治勢力としての軍部の拡張や、隣国ニカラグアの策動を抑える効果があった。
しかし、この非武装政策は有事の際に国家および国民が外勢力からの侵略に対して無抵抗を甘受することを認めたものではない。コスタリカ共和国憲法第12条では「大陸間協定により、もしくは国防のためにのみ、軍隊を組織することができる。」とし、集団的自衛権の行使や自衛権の行使などの非常時には軍隊を組織し徴兵制を敷くことを認めている。しかし、有事となってから臨時に民間人を訓練して対応させることは、現代の高度に専門化された軍事においては事実上は不可能に等しく、このような手続きを厳密に守って創設された「正規軍」が国防の手段として機能することはほとんどないと言う意見もある。
2015年5月現在では、対外的な国防をもっぱらの目的とした組織は存在しない。国境紛争を抱えるニカラグアはコスタリカが「『軍』を展開している」としばしば非難している。
コスタリカは1983年に永世非武装中立をモンヘ大統領が宣言している。1980年代を通して繰り広げられた隣国のニカラグアの内戦のときに民兵部隊が組織されるなど非武装原則は一時揺らいだが、アリアス大統領によって立て直された。
一方で米州機構の加盟国であるため、地域内安保・外交的安保（集団的自衛権）両方で他加盟国と協調関係にあり、1965年にドミニカ共和国で起きたドミニカ内戦の時にはOAS平和維持軍の一員として武装警察を派遣している。反共の大義の下にアメリカ軍とブラジル軍の主導する占領軍に参加し（アメリカ軍によるドミニカ共和国占領_(1965年-1966年)）、社会改革を求めたフアン・ボッシュ派（立憲派）の政権打倒に協力した。

## 国際関係

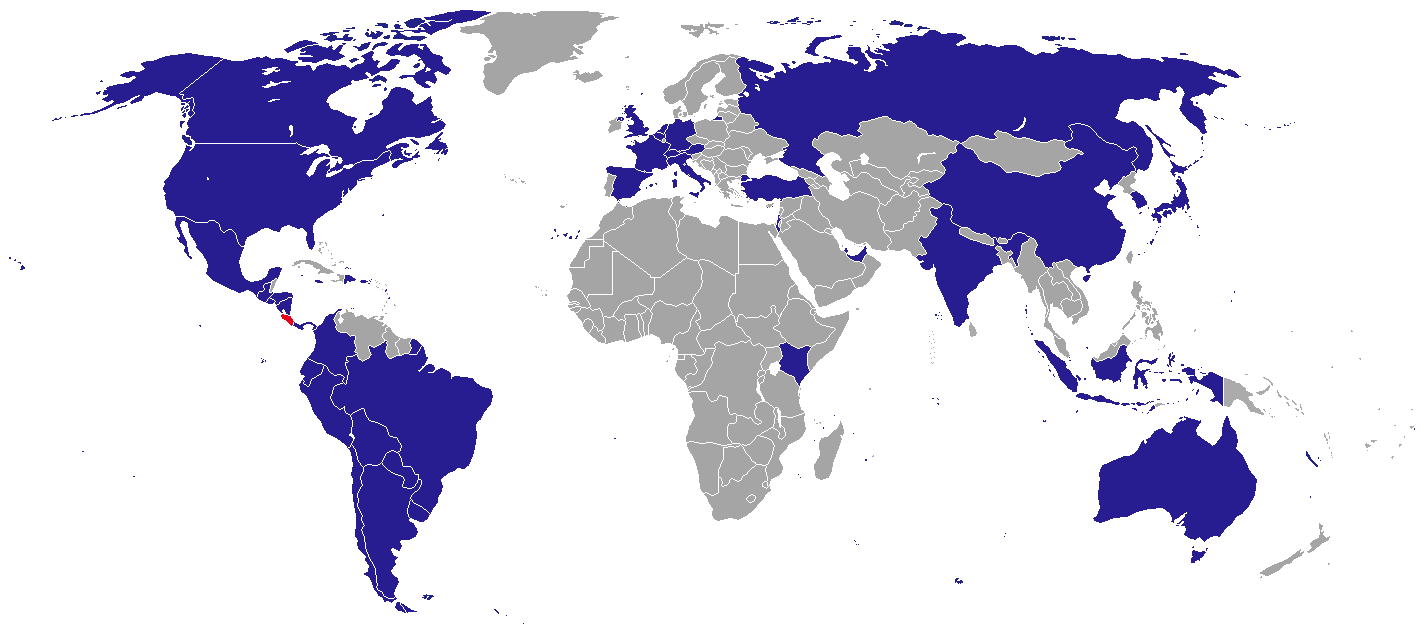
コスタリカが外交使節を派遣している諸国の一覧図。

政治外交の基本方針はアメリカとの協調、および反共主義である。このため1941年の真珠湾攻撃に際してはアメリカに先駆けて枢軸国側に宣戦布告を行っている。レーガン政権によるニカラグアのサンディニスタ民族解放戦線政権に対する反政府組織コントラ（エデン・パストラの創設したARDE）の基地のコスタリカ内設置、およびパナマの政権打倒をめざす反政府武装組織の訓練基地の設置をコスタリカ内に認めた。モンヘ大統領の非武装中立宣言は、この実態に対する批判をかわす必要性から生じた、政治的なポーズであったとされる。その見返りとしてアメリカは潤沢な援助を与え、1983年から1985年の間、アメリカの対コスタリカ経済援助は、コスタリカ政府予算の1/3に達したとされる。後にモンへ大統領自身も当時コスタリカの実態は中立ではなかったと言明していたとされる。一方ではパレスチナ問題においてはおおむねパレスチナを支持する多数派に属しており、イスラエルを基本的に支持するアメリカとは立場が異なる。
また反共主義の観点から中国やキューバと国交を持っていなかったが、2007年6月に中国と国交樹立すると同時に台湾と断交した。これに関連して、アリアス大統領は地元のラジオで「1990年代以来、台湾の発展途上国に対する資金援助額が少ない状況が続いたので、中国との国交を開いた」と明言している。その後、中国がコスタリカの国債3億米ドル分を購入する覚書が交わされていたことが判明した。
1948年の内戦以降、ラテンアメリカからの多くの政治亡命者や民主主義活動家の避難所となった。代表的な人物としては軍政に追われていたベネズエラのロムロ・ベタンクール（民主行動党の設立者）や、ペルーのアヤ・デ・ラ・トーレ（アメリカ人民革命同盟の創設者）が挙げられ、エルネスト・ラファエル・ゲバラ・デ・ラ・セルナ（チェ・ゲバラ）や、フィデル・カストロも一時コスタリカに滞在していた。
一方でコスタリカ外交ではしばしば「中立政策」が国策としてあげられている。ただしコスタリカの中立政策はあくまで「民主主義の側につく」ものであり、非同盟政策とは異なる。2005年の年報では、外交原則を「平和と人権の促進」であると規定している。
現在は中米諸国をはじめとするラテンアメリカ諸国からの外交官や研修生を養成している。また国際連合が平和構築のための専門人材を養成するために設立した研究機関、平和大学の本部もコスタリカに置かれている。

### 対ニカラグア関係
ニカラグアはコスタリカにとって唯一直接的な軍事的脅威となりうる国家であり、コスタリカ内戦時などしばしば侵攻を受けることもあった。現在でもサン・フアン川の河口にあるポルティージョ島（ニカラグア名・ハーバーヘッド）の帰属をめぐる領土問題は解決していない。ニカラグアはコスタリカの武装警察を「軍」であると明言しており、しばしば非難を行っている。ただしこの地域の緊張は薄く、両国国民は国境を自由に往来している。

## 地方行政区分
コスタリカは7つの州（Provincias）に分かれ、州はさらに合計81のカントン（cantones）に分かれる。
|   |                | 州           | 州都 | カントン | 地区      | 面積 （km2） | 人口（2016年） |
| - | -------------- | ------------ | ---- | -------- | --------- | ------------ | -------------- |
| 1 | アラフエラ州   | アラフエラ   | 15   | 108      | 9,757.53  | 975,000      |                |
| 2 | カルタゴ州     | カルタゴ     | 8    | 48       | 3,124.67  | 525,700      |                |
| 3 | グアナカステ州 | リベリア     | 11   | 59       | 10,140.71 | 371,400      |                |
| 4 | エレディア州   | エレディア   | 10   | 46       | 2,656.98  | 497,800      |                |
| 5 | リモン州       | リモン       | 6    | 27       | 9,188.52  | 439,000      |                |
| 6 | プンタレナス州 | プンタレナス | 11   | 57       | 11,265.69 | 474,300      |                |
| 7 | サン・ホセ州   | サン・ホセ   | 20   | 118      | 4,965.90  | 1,607,200    |                |
|   |                |              |      |          |           |              |                |

### 主要都市
主要な都市にはサンホセ（首都）、リモンがある。

## 地理

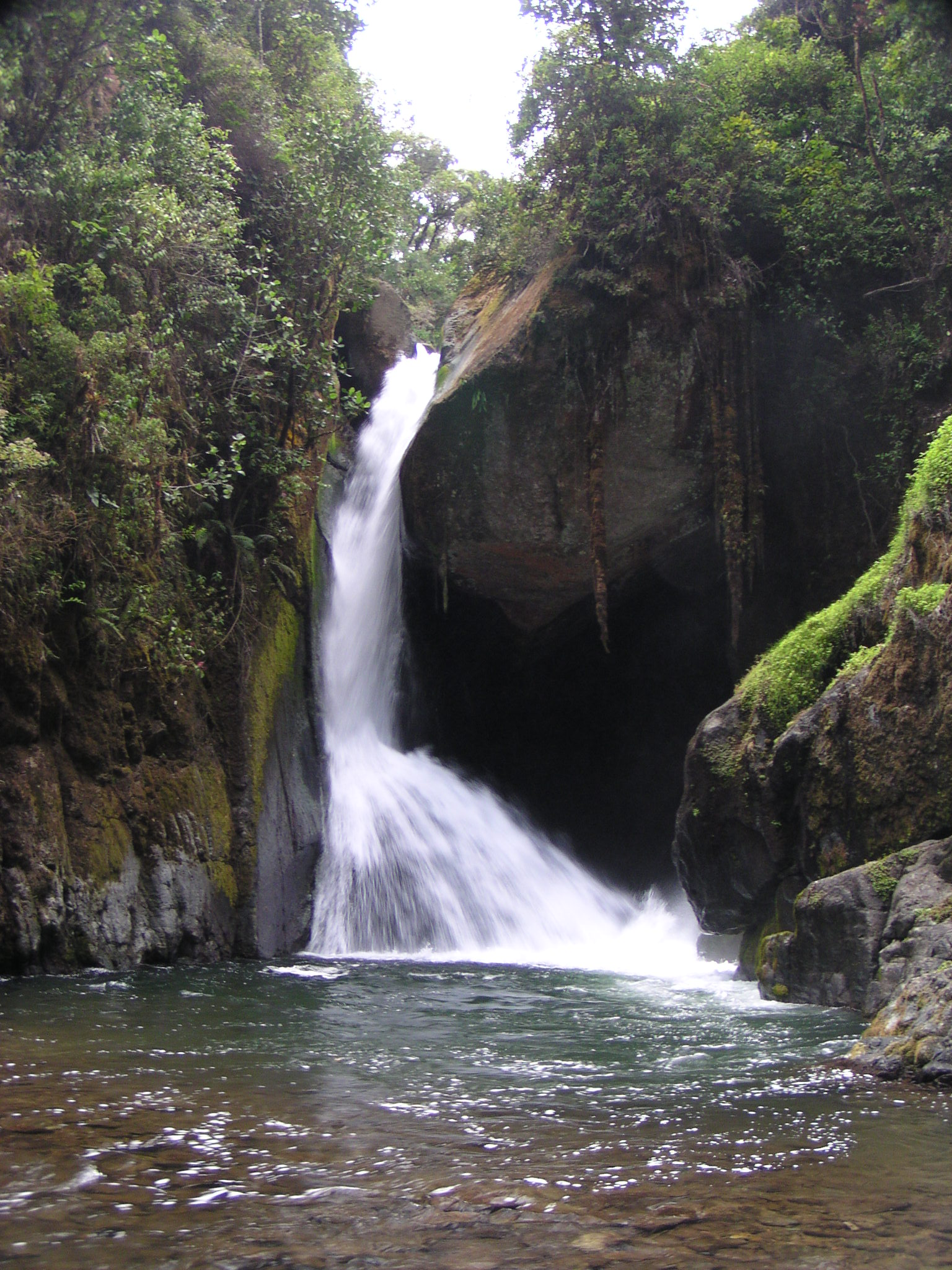
タラマンカ山のサン・ヘルナンド・デ・ドカの真下にある、リオ・サベグレ川

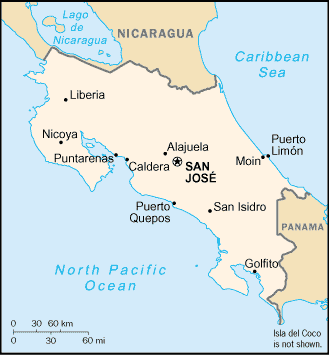
コスタリカの地理

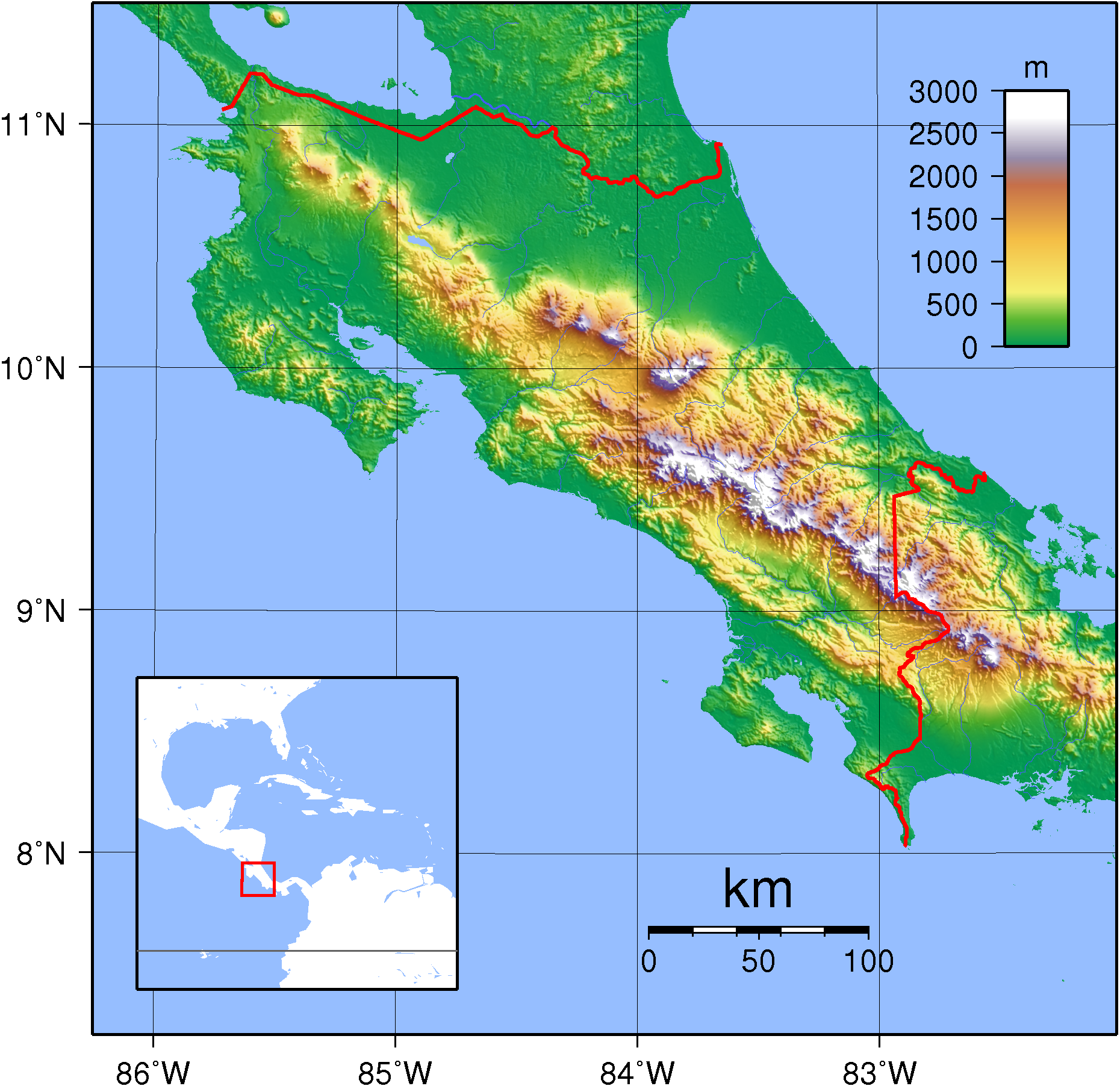
地形図

自然が豊かで、独立当初は国土の95%が密林に覆われていた。現在の森林面積は国土の40%以下となっている。
コスタリカは太平洋から大西洋まで、最も狭いところで119km、最も広いところでも226kmしか距離がなく、細長い国土だが、国土の中央をグアナカステ山脈、ティララン山脈、中央山脈、タラマンカ山脈が貫き、国土中央には標高2,000mに達する中央盆地が存在する。国内最高峰はチリポ山（3,901m）。
カリブ海岸の低地は熱帯性気候で雨が多い。
太平洋岸にはニコヤ半島や、ニコヤ湾があるグアナカステ低地と、オサ半島やドゥルセ湾のある低地があり、気候は太平洋岸の南北で異なる。

### 生態系と植生
地球上すべての生物種のうち5%が生息するといわれ、「環境保護先進国」として名高い。国立公園・自然保護区の総面積は全国土の1/4を超える。
そして世界で1番昆虫が多い国として知られている。

## 経済

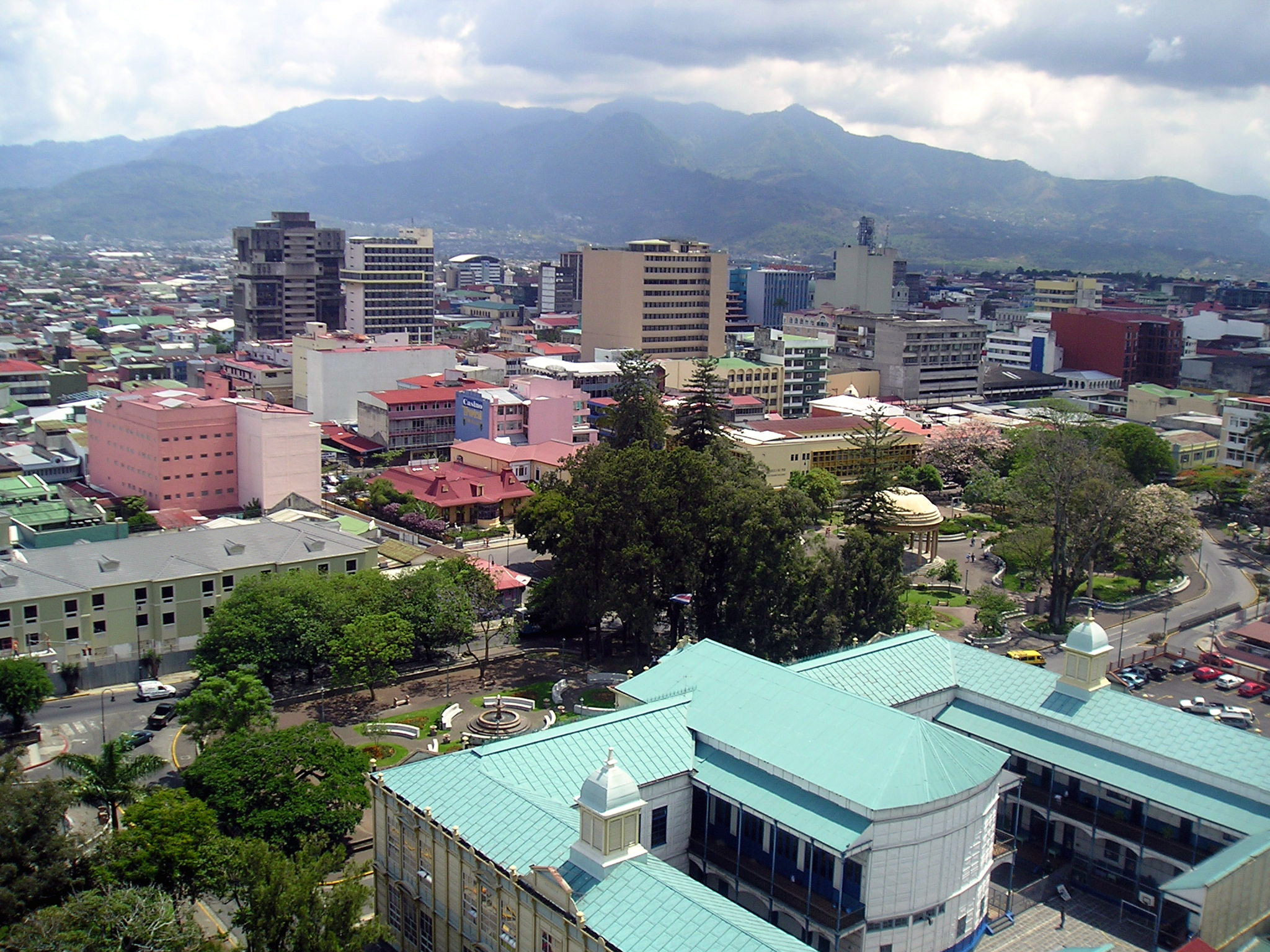
首都サンホセの街並み

IMFによると、2021年のコスタリカのGDPは約618億ドルで。一人当たりのGDPは12,056ドルである。
植民地時代には世界でも最も貧しい地域の一つだったが、第二次世界大戦後からは「中米の優等生」と呼ばれ、19世紀以来のコーヒー・バナナの輸出を背景に、政治の安定とあいまって経済成長が続いた。1960年代以降外資導入による工業化が進み、現在では農業国から工業国となって中米でパナマの次に豊かな国となっている。しかし、1990年代以降は、南米大陸の麻薬が北米や欧州にわたる際の中継地点とされた影響で、麻薬の一大消費地となってしまっており（444万人の国民のうち、20万人以上がコカイン中毒者）、治安の悪化と社会の不安定化が進んでいる。
主な輸出品は、コーヒー、バナナ、サトウキビ、パイナップル、メロン、コンピュータ部品などである。コンピュータ部品は1990年代後半のインテル社の進出によるところが大きい。
2021年、OECDに加盟した。

### 交通

#### 航空
主な国際空港としてはサンホセのフアン・サンタマリーア国際空港と、リベリアのダニエル・オドゥベール国際空港の2つがある。

#### 鉄道
19世紀にコーヒーやバナナの積み出しのためにアメリカ資本によって建設された鉄道は、現在観光用として残されているもの以外はほとんど廃線となっている。

### 観光

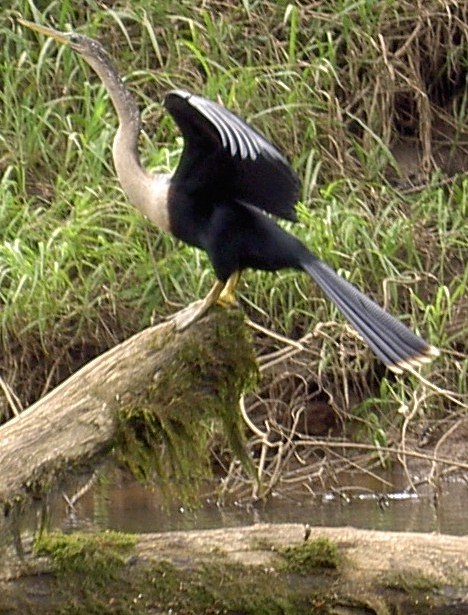
羽を乾かすアンインガ

1980年代から2008年あたりまではエコツアーの人気の高まりとともに観光客および観光収入が増加している。しかし、首都サンホセと周辺地域では麻薬がらみの犯罪（窃盗や強盗）が多発するなどの課題もある。

#### サンホセ市内

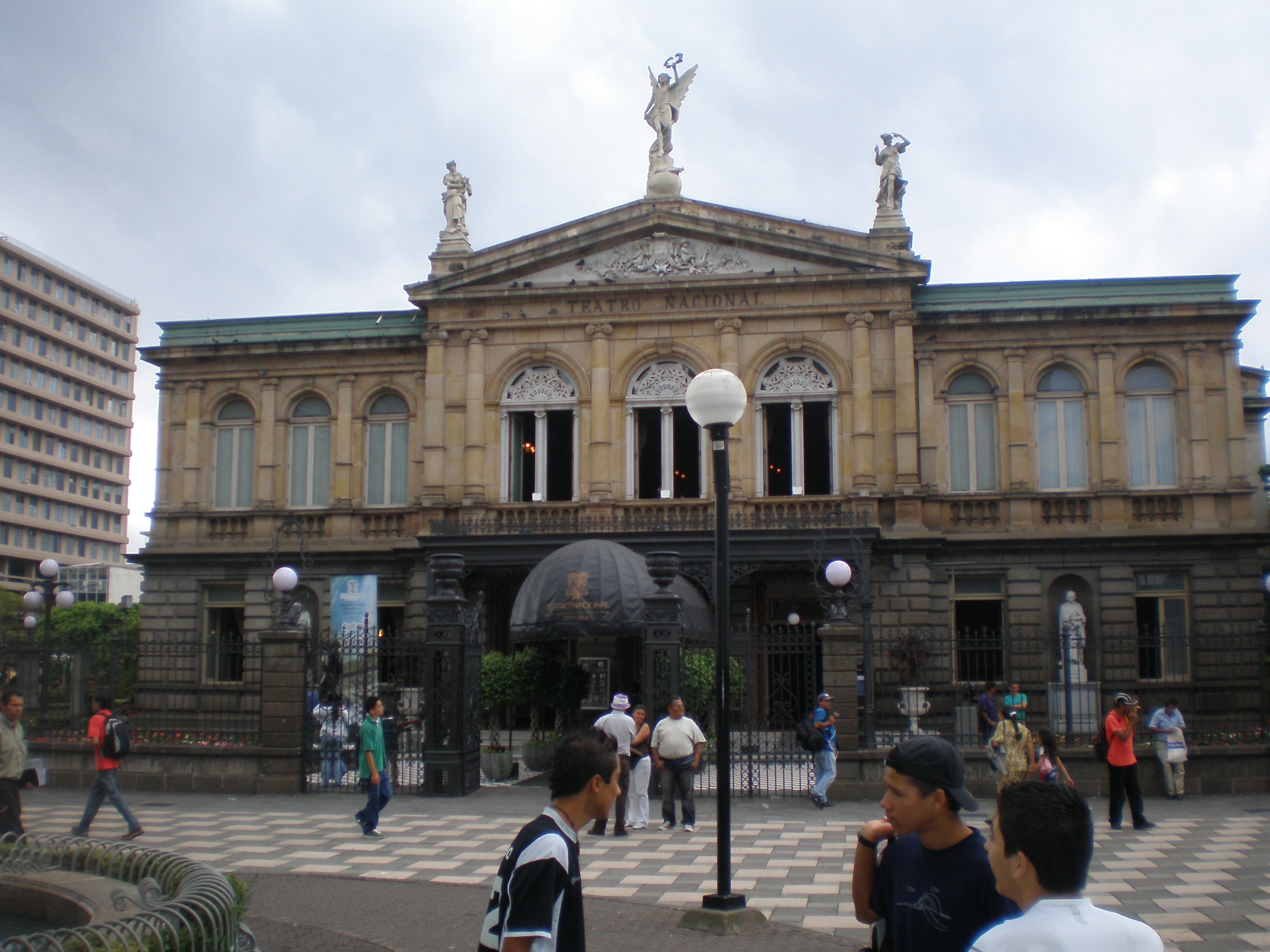
コスタリカ国立劇場

国立劇場
サンホセの中心部に位置する1897年に建設されたルネサンス様式の劇場。
文化広場
国立劇場に隣接した広場で、大道芸人のパフォーマンスや音楽家のコンサートが開かれ、市民憩いの場となっている。
黄金博物館
文化広場の地下に位置し、2万点にのぼるコスタリカの先住民たちの金細工が納められている。
独立記念塔（ナシオナル公園）
コスタリカの独立記念日、9月15日には盛大なパレードが行われる。

#### カルタゴ市内
カルタゴ大聖堂
1926年に再建されたビザンチン様式の大聖堂。コスタリカの守護聖徒ロスアンヘレスを奉る。
カテドラル・カルタゴ
カルタゴ大聖堂前にある1823年のイラス火山の噴火で破壊されてしまった教会の遺跡。
ランカスターガーデン
コスタリカに自生する800種以上のランがコレクションされているラン園。
オロシ教会
1735年に建設されたコスタリカ最古の教会。
グアヤボ国立考古学公園（ウハラス教会跡）
17世紀にスペイン人によって建てられたコスタリカ最初の教会があった場所で、現在は公園として開放されている。
イラス火山国立公園
イラス火山山頂からは太平洋とカリブ海を同時に望むことができる。

## 国民

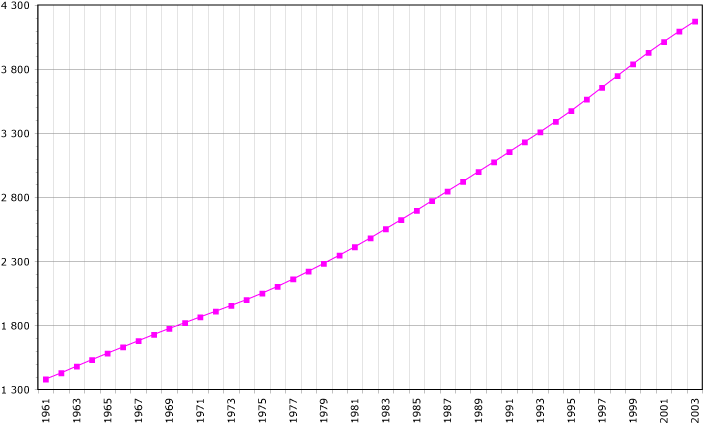
1961年-2003年までのコスタリカの人口グラフ

コスタリカ国民は自らをティコ Tico（男性）またはティカ Tica（女性）と呼ぶ。
コスタリカ国民は、他の中米諸国とは異なり白人の割合が多いとされ、人種構成は白人94%、黒人3%、インディヘナ1%、中国系（華人1%、その他1%）だとされている。独立後にイタリア人、ドイツ人、ユダヤ人、ポーランド人などの白人移民や、ジャマイカ黒人の移民があった。
しかし、植民地時代のコスタリカは人口希薄地帯である以前に、そもそもヨーロッパ人の入植者の絶対数が少なく、一度としてインディヘナや黒人の総数を上回ったことはなかった。つまりコスタリカの白人人口の多さに関しては、生活様式や言語がスペイン化したメスティーソやムラートが、ある時期に自らを白人であると認識するようになったと考えるのが妥当である。
19世紀半ばに鉄道建設のために、サトウキビから経済の転換を図ったジャマイカの黒人や、中国人が導入され、ジャマイカ黒人はカリブ海側のリモンに定住した。一方中国系（華僑）は台湾人、香港人をはじめとして現在もコスタリカ社会に流入し続け、都市での飲食店などにおける存在感は高い。しかし、コスタリカでの黄色人蔑視は強い。
インディヘナは居留地（保護区）が指定され、事実上の隔離政策が適用されているが、それでもコスタリカ社会に出てきている人も多い。インディヘナには1992年にようやく選挙権が付与された。
コスタリカは多くの難民を受け入れており、多くは隣国ニカラグアと、コロンビアからの難民である。特にニカラグアに関してはコスタリカ人口の10-15%を占めているとされている。近年はペルーやベネズエラからの難民が多い。また、1970年代から1980年代は軍政に苦しむチリやアルゼンチンからの難民も多かった。

### 人口
独立時に65,000人ほどだった人口は、1892年時点でも240,000人ほどにすぎなかった。その後20世紀を通して順調に人口増が続き、1960年代には100万人を超え、1950年代以降の乳幼児死亡率の改善や、難民の流入などにより急速に人口が増加し、2003年3月時点で415万人。人口密度は80人/平方キロ。都市部への人口集中が進んでおり、約65%が都市に居住している。

### 言語
言語は、スペイン語が公用語である。コスタリカのスペイン語には標準コスタリカ方言とニコヤ方言の二つの方言があり、ニコヤ方言はニカラグアの方言とアクセントがとても似通っている。
19世紀にジャマイカから黒人が移民してきたカリブ海側には、ジャマイカ英語を話す人々もいる。

### 宗教

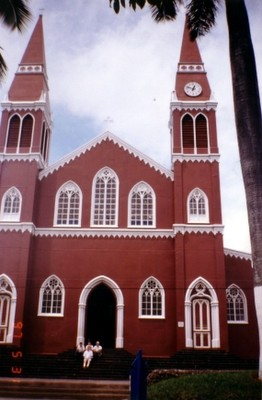
グレシアの金属の教会

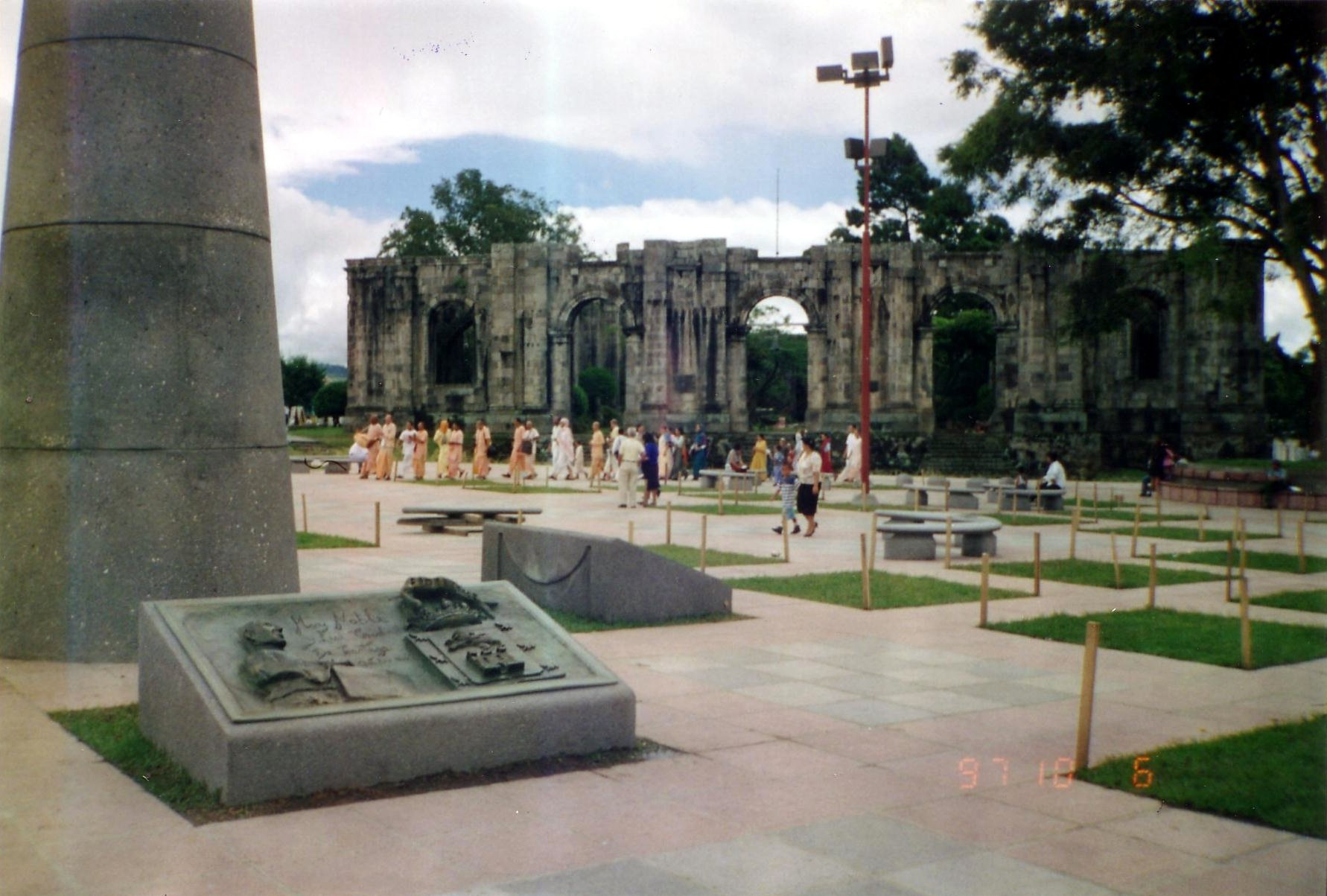
カルタゴの古い大聖堂

宗教は、カトリック教会が85%、プロテスタントが14%、その他が1%である。1949年憲法でカトリックが国教として保障された敬虔なカトリックの国で、未だにカトリック教会の政治力が強く、妊娠中絶の不可や、家族制度の問題、性教育の拒否などコスタリカ社会に大きな影響を与えている。
アジアや中東からの移民によって持ち込まれた仏教（40,000人近い中国系が持ち込んだ）や、イスラーム教、ユダヤ教、ヒンドゥー教なども信仰されている。
末日聖徒イエス・キリスト教会（モルモン教）も1960年代から地道な拡大を続けており、中央アメリカに二つしかない教会の内の一つが、エレディア県のサン・アントニオ・デ・ベレンに存在する。

### 教育
1-2年の就学前教育を終えた後、6年間の初等教育、3年間の前期中等教育があり、この9年間が無償の義務教育となっている。その後、後期中等教育は技術科と学術科に分岐し、技術科は3年、学術科は2年で修了する。学術科を卒業すると大学への進学の道が開ける。コスタリカは現行の1949年憲法で教育予算に国民総生産（GNP）の6%以上を充てることを義務付けており、国公立の教育機関での教育費は初等教育から高等教育に至るまで無料である。
国民の識字率は95.5%であり、アルゼンチンの97%、キューバの99%と並び、中南米を通じて非常に高い。
高等教育に関しては、最初の大学（コスタリカ大学）が設立されたのが1940年と遅かったため歴史は浅いが、それでも現在までにコスタリカ工科大学（1971年）や、ナシオナル大学（1973年）、国立遠隔大学（1977年）などの多くの大学が設立されている。
現在のところ目下の問題は教室の不足、教員への給料の遅配、教育とカトリック教会の関係などである。

### 人権
「コスタリカ市民は命や平和や人権や環境を慈しむことの大切さを教える教育の成果で、人を思いやり尊重する意識、人を傷つけない意識が世界でトップレベルである。コスタリカは福祉や医療や治安のレベルが世界でトップレベルであり、戦争や犯罪や貧富の格差などの人間社会の問題は解決されて、市民の誰もが他人を蹴落として自分だけが勝つことを考える競争社会を無くし平和で幸せに暮らしている。」という考えも存在する。
だが、現実のコスタリカは第二次世界大戦後幾度かの戦争に巻き込まれ、1965年のドミニカ共和国の内戦では主体的に紛争に警備隊を派遣したこともあった。またコスタリカのジニ係数は国際連合の調査で0.499と決して低くはない。黒人や先住民、アジア系市民、ニカラグア人難民に対しての偏見や差別は未だに根強いとされ、保護区への隔離政策が取られたために1990年代まで先住民に公民権は存在しなかった。また、国家とカトリック教会の結びつきの強さや、そこから来る宗教的倫理の強さは間接的に 私生児の増加などの諸問題に影響している。これらはコスタリカにとって解決されるべき諸課題であるとの意見もある。
2018年、コスタリカの憲法裁判所は、同性婚を妨げる国内の法律は違憲であるとの判断を下した。これを受けて2020年5月26日、コスタリカ国内では同性婚が合法化された。中米で同性婚が認められたのは初めて。

### 治安
司法警察が発表した犯罪統計によれば、コスタリカの主な罪種別は殺人446件、強盗12,009件、強姦471件、侵入盗（住宅）7,149件など依然として犯罪率が高い。
常備軍を廃止した代わりに十分な警察力を有するコスタリカは一般に中南米地域の中では政治・経済とともに治安も安定した国とみられていたが、1990年代以降は不法滞在者の増加、組織犯罪グループの流入、銃所持者の増加、麻薬の蔓延などにより治安が悪化し、首都サン・ホセ市およびカリブ海沿いのリモン市を中心に犯罪が多発している。首都サン・ホセ市では犯罪者集団同士の銃撃戦が勃発しているほか、拳銃を利用した強盗が多発するなど、銃器が氾濫している。
コスタリカはコロンビアなど南米からの麻薬が欧州やアメリカに運ばれる際の中継地点であるだけでなく、麻薬の集積地および消費地にもなっている。特にコカイン押収量は年々増加の傾向を辿っており、一度に数百キログラム単位で押収される事も多い。麻薬組織が直接関与する犯罪のほか、麻薬の購入資金欲しさに起こる強盗や殺人の増加も問題になっている。

## 文化

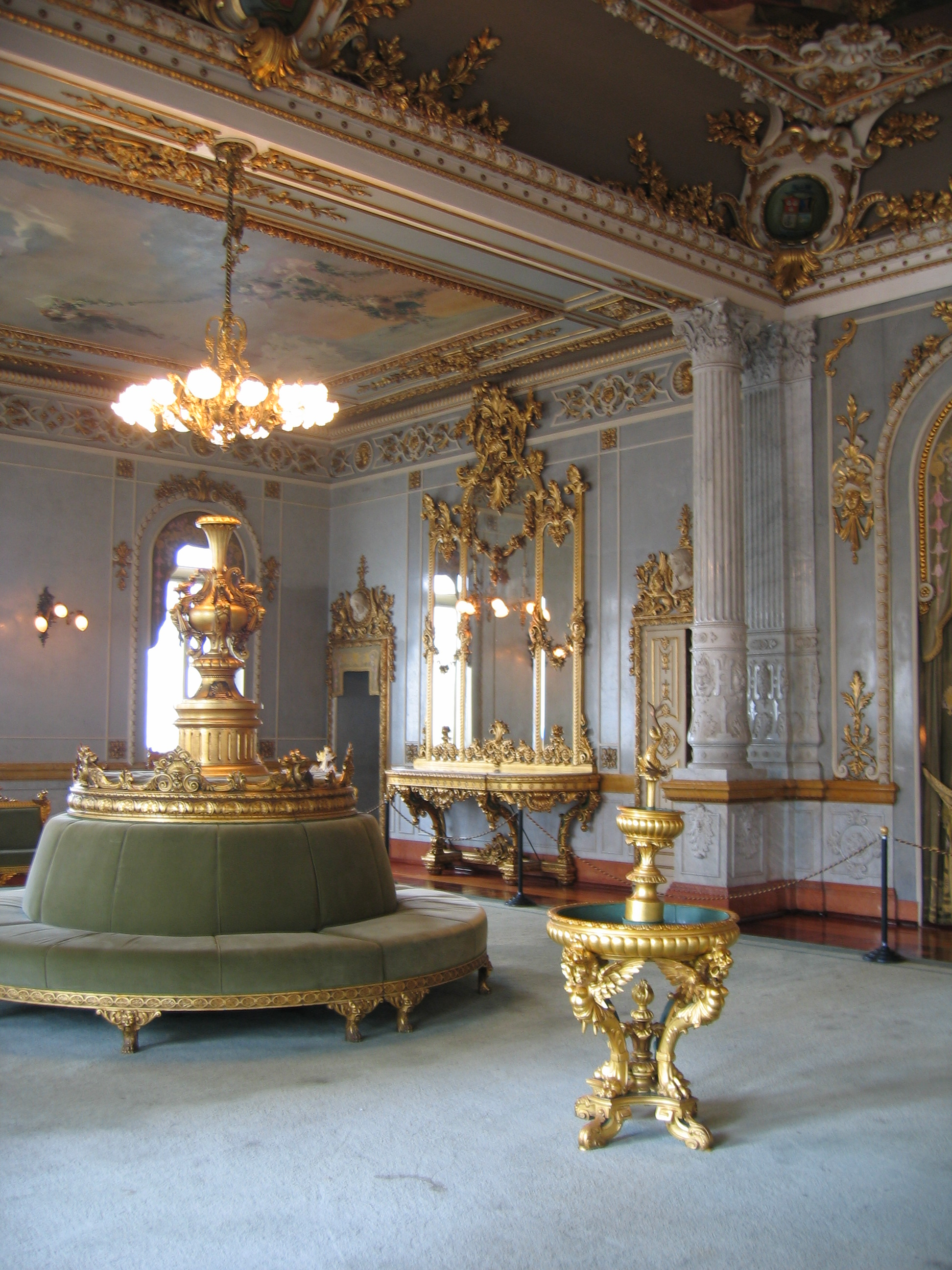
コスタリカ国立劇場の内部

コスタリカ人はメソ・アメリカ文化と南アメリカ文化の結節点だったことからなる、自国の多様な文化を誇る。16世紀にスペインのコンキスタドールがやってきた時には、国土の北西のニコヤ半島がナウアトル文化の影響を受けており、国土の中央と南部はチブチャの影響を受けていた。しかし、インディヘナはスペイン人による疫病や酷使によりほとんどが死んでしまったため、近代においてコスタリカ文化に影響を与えたことは少なかった。
大西洋側には17世紀から18世紀を通して黒人奴隷が労働力として移入された。しかしながら、多くのアフリカ系コスタリカ人は19世紀に、カリブ海のリモンから中央盆地に向かう鉄道建設のため移入されたジャマイカ系黒人である。イタリア系と中国系の人々もこの時期に鉄道建設のためにやってきた。このような多様な人種により、コスタリカの文化は育まれた。
また、1930年ごろに国内の密林で巨石球群が発見された。この巨石は、最大のものは直径が2.5m以上、重量が20トン以上あり、数個から40個ぐらいがまとまっていた。

### 食文化
トウモロコシ文化圏の国である。米、豆、トルティーヤなどが主に食べられている。

### 音楽
よく知られている「トリニダード島のカリプソ」とは違う土着の「カリプソ」が存在する。ロック、サルサ、ソカ、メレンゲ、クンビアなども人気である。

### 世界遺産
コスタリカ国内には、ユネスコの世界遺産リストに登録された自然遺産が3件（うち1件はパナマと共有）、文化遺産が1件存在している（2016年の第40回世界遺産委員会終了時点）。

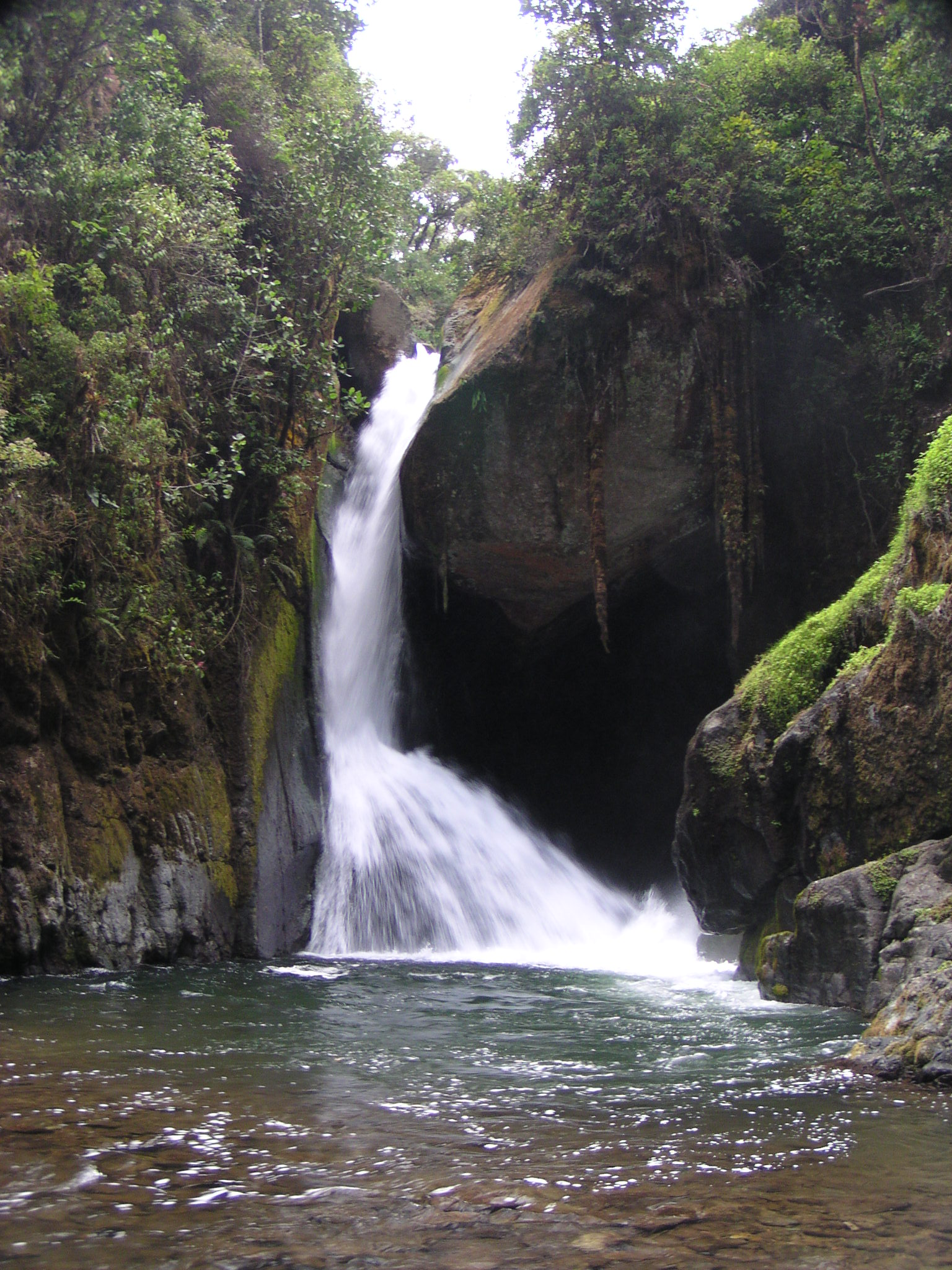
タラマンカ山脈＝ラ・アミスター保護区群とラ・アミスター国立公園 - （1983年、1990年拡大、自然遺産）
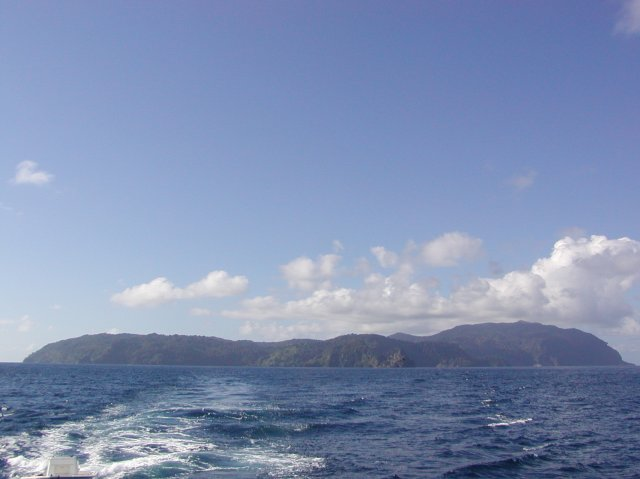
ココ島国立公園 - （1997年、2002年、自然遺産）
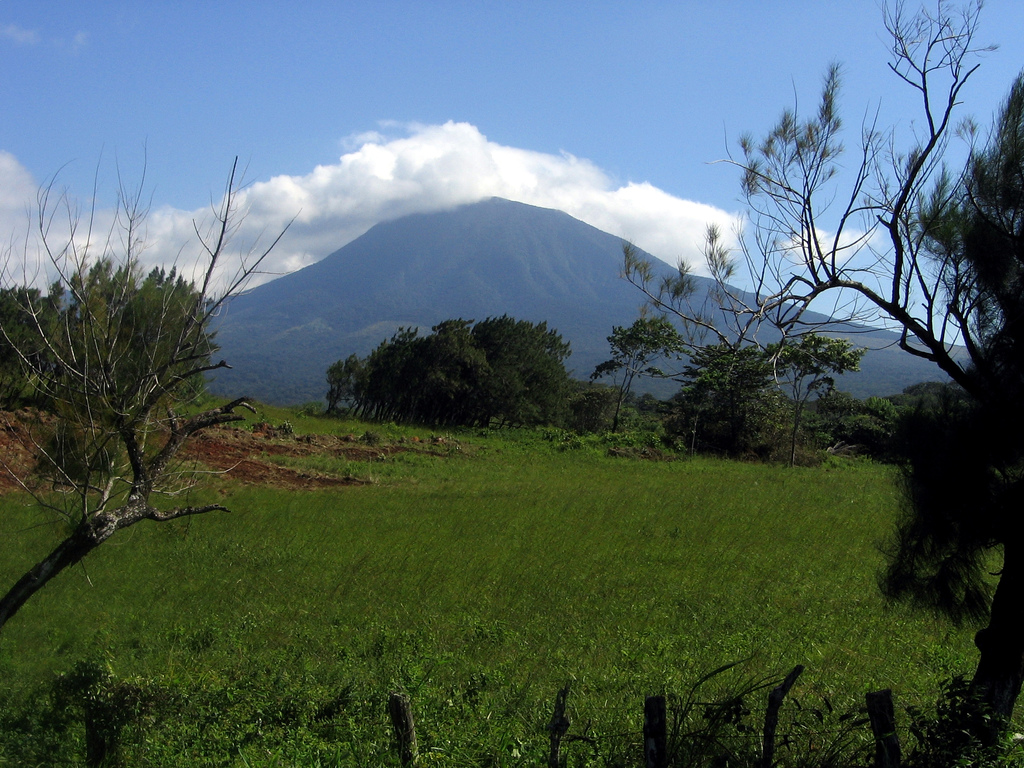
グアナカステ保全地域 - （1999年、自然遺産）
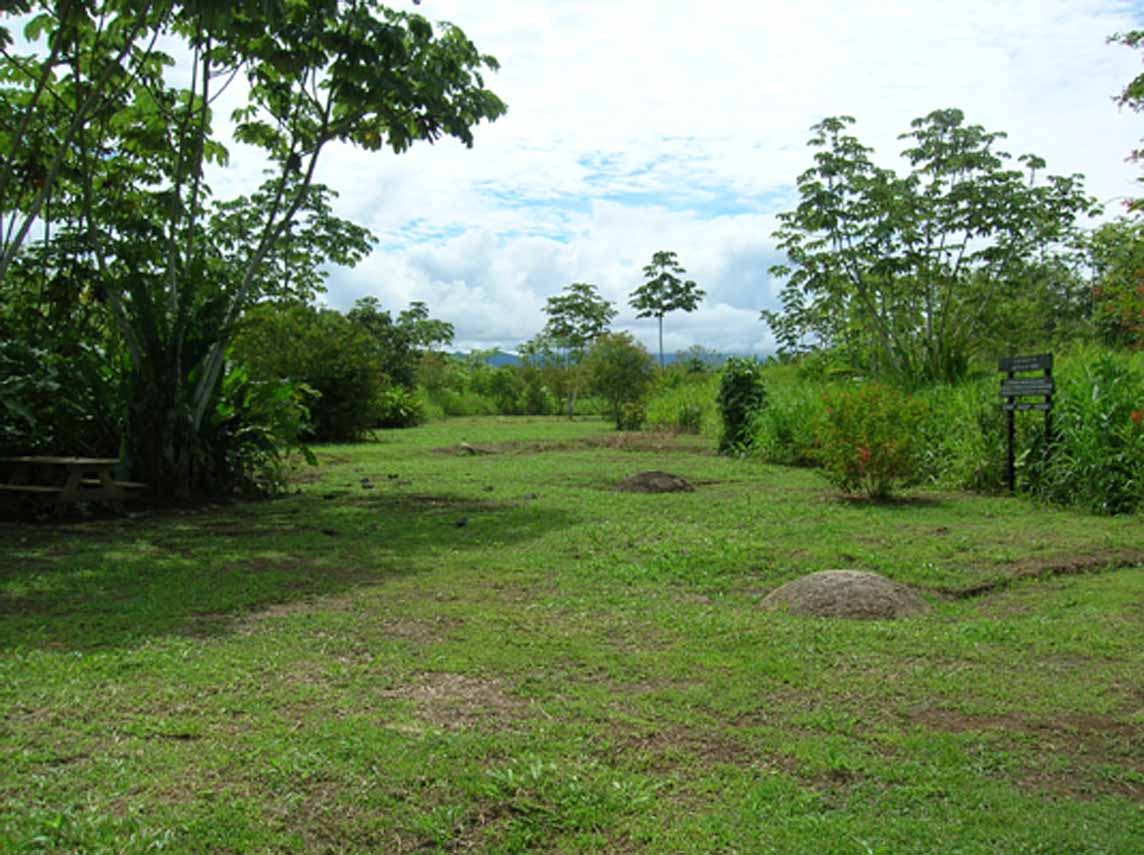
ディキスの石球のある先コロンブス期首長制集落群 - （2014年、文化遺産）

### 祝祭日
| 日付       | 日本語表記                                           | 現地語表記                                    | 備考 |
| ---------- | ---------------------------------------------------- | --------------------------------------------- | ---- |
| 1月1日     | 元日                                                 | Año nuevo                                     |      |
| 3月から4月 | 聖木曜日                                             | Jueves Santo                                  |      |
| 3月から4月 | 聖金曜日                                             | Viernes Santo                                 |      |
| 移動祝祭日 | 主の復活の日曜日                                     | Domingo de Resurrección                       |      |
| 4月11日    | リバス戦勝記念日                                     | Día de Juan Santamaría                        |      |
| 5月1日     | メーデー                                             | Día de los trabajadores                       |      |
| 6月        | 父の日                                               | Día del Padre                                 |      |
| 7月25日    | ニコヤ隊によるコスタリカ併合の日                     | Anexión del Partido de Nicoya a Costa Rica    |      |
| 8月2日     | 処女天使の日                                         | Día de la Virgen de los Ángeles               |      |
| 8月15日    | 母の日                                               | Día de la Madre                               |      |
| 8月24日    | 国立公園の日                                         | Día de los Parques Nacionales                 |      |
| 9月12日    | 子供の日                                             | Día del Niño（a）                             |      |
| 9月15日    | 独立記念日                                           | Dia de la Independencia                       |      |
| 10月12日   | クリストファー・コロンブスによるアメリカ大陸発見の日 | Descubrimiento de América por Cristóbal Colón |      |
| 11月8日    | 死者の日                                             | Día de los difuntos                           |      |
| 12月25日   | クリスマス                                           | Día de la familia                             |      |

### スポーツ
サッカー

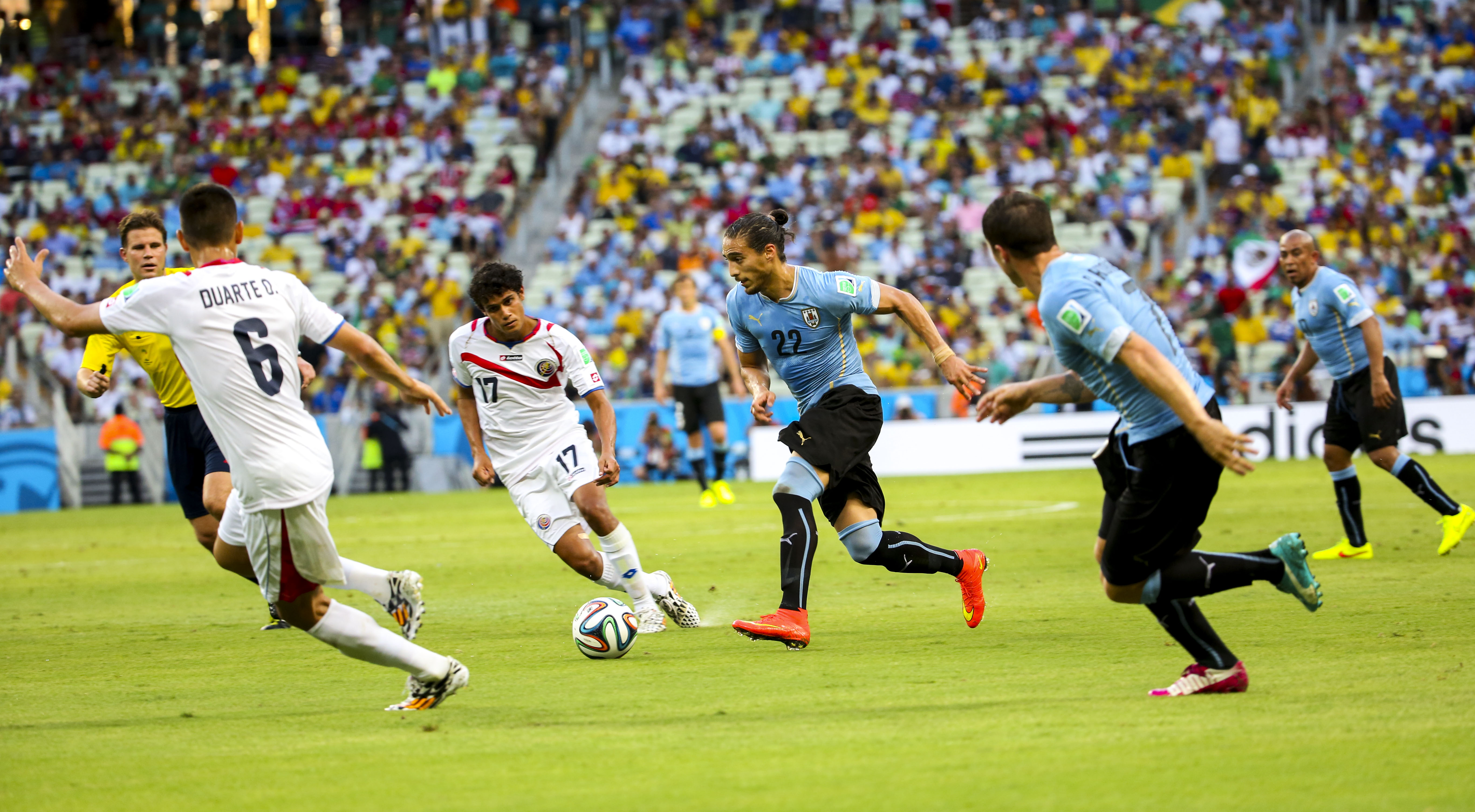
コスタリカ対ウルグアイ（2014年ブラジルW杯）

コスタリカ国内でも他のラテンアメリカ諸国同様、サッカーが圧倒的に1番人気のスポーツとなっており、1921年にプロリーグのプリメーラ・ディビシオンが創設された。主なクラブとしては、デポルティーボ・サプリサ、LDアラフエレンセ、CSエレディアーノなどが挙げられる。著名な選手としては、名門レアル・マドリードやパリ・サンジェルマンで100試合以上に出場したゴールキーパーのケイロル・ナバスが世界的に知られている。
コスタリカサッカー連盟によって構成されるサッカーコスタリカ代表は、これまでFIFAワールドカップには5度の出場歴があり、1990年大会で初出場してグループリーグを突破しベスト16に進出した。2014年大会ではグループリーグで、コスタリカ以外の3カ国が優勝経験を持つ死の組に入ったものの見事突破し、ラウンド16でもギリシャ代表に勝利し過去最高位となるベスト8の成績を収めた。
CONCACAFゴールドカップでは1963年大会、1969年大会、1989年大会とメキシコ代表やアメリカ代表に次ぐ3度の優勝を誇り、コパ・セントロアメリカーナでは大会最多8度の優勝を達成している。さらに南米選手権のコパ・アメリカには5回参加しており、2001年大会と2004年大会ではベスト8に進出するなど、北中米におけるサッカー強豪国として名高い。